# 28th Ohio Infantry
Vingt-huitième régiment d'infanterie de volontaires de l'Ohio
Le 28th Ovio Volunteer Infantry (ou 28th OVI) est un régiment d'infanterie de l'armée de l'Union lors de la guerre de Sécession. On l'appelle fréquemment le « 2nd German Ohio Regiment ».

## Service
Le 28th Ohio Infantry est organisé au camp Dennison (en) près de Cincinnati, Ohio à partir du 10 juin 1861 et entrant en service le 6 juillet 1861 pour un service de trois ans sous le commandement du colonel August Moor.
Le régiment est rattaché à la 2e brigade de l'armée d'occupation, en Virginie occidentale jusqu'en octobre 1861, puis à la 2e brigade de McCook du district de la Kanawha eu Virginie occidentale jusqu'en mars 1862. Il est ensuite affecté à la 2e brigade de la division de la Kanawha du département des montagnes jusqu'en septembre 1862 et à la 2e brigade de la division de la Kanawha du IXe corps, de l'armée du Potomac jusqu'en octobre 1862. Il est ensuite rattaché à la 2e brigade de la division de la Kanawha du district de Virginie occidentale du département de l'Ohio, jusqu’en mars 1863. Il est affecté à la 4e brigade séparée d'Averill du VIIIe corps dans le département du milieu jusqu'en juin 1863 puis dans la 4e brigade séparée d'Averill du département de Virginie-Occidentale jusqu'en décembre 1863. Il est ensuite affecté à la 1st brigade de la 4th division en Virginie-Occidentale jusqu'en avril 1864. Il est ensuite dans la 1st brigade du 1st Infantry de la division de Virginie-Occidentale jusqu'en juin 1864. Enfin, il est dans la division de réserve de Virginie-Occidentale jusqu'en juillet 1865.
Le 28th Ohio Infantry est libéré du service à Wheeling, en Virginie-Occidentale le 13 juillet 1865.

## Service détaillé

### 1861
Le 28th Ohio Infantry part pour Point Pleasant, en Virginie, le 31 juillet 1861, puis de là, se déplace vers Clarksburg les 11 et 12 août, puis vers Buckhannon, entre le 17 et 19 août, Bulltown les 28 et 29 août et vers Sutton le 1er septembre 1861 et Summerville entre le 7 et le 9 septembre. Il participe à la bataille de Carnifex Ferry, Virginie le 10 septembre 1861. Il marche pour camp Lookout et Big Sewell Mountain entre le 15 et le 23 septembre. Il retraite vers le camp Anderson du 6 au 9 octobre 1861. Il participe aux opérations dans la vallée de la Kanawha et la région de New River entre le 19 octobre et le 17 novembre 1861. Il stationne à New River du 19 au 21 octobre.

### 1862
Le 28th Ohio Infantry part pour Gauley le 6 décembre 1861, et assure son service là jusqu'en mai 1862. Il avance sur la voie ferrée de Virginie & Tennessee le 10 mai 1862. Il est à Princeton le 11 mai et du 15 au 17 mai 1862. Il est à Wolf Creek le 15 mai. Puis , il reste à Flat Top Mountain jusqu'en août 1862. Il est à Blue Stone les 13 et 14 août 1862. Il fait mouvement pour Washington, D.C., du 15 au 24 août 1862. Il participe à la campagne du Maryland entre le 6 et le 22 septembre 1862.

Monument commémoratif du 28th OVI à Sharpsburg (bataille d'Antietam)

Il participe aux batailles de Frederick City, Maryland le 12 septembre 1862, de South Mountain le 14 septembre 1862, d'Antietam les 16 et 17 septembre 1862. Il marche sur Clear Springs le 8 octobre puis pour Hancock le 9 octobre 1862. Il marche ensuite dans la vallée de la Kanawha, Virginie-Occidentale entre le 14 octobre et le 17 novembre 1862. Il assure son service à Brownstown du 17 novembre 1862 au 8 janvier 1863.

### 1863
Le 28th Ohio Infantry mène des missions de reconnaissance dans les comtés de Boone, de Wyoming et de Logan entre le 1er et le 10 décembre 1862. Le 28th Ohio Infantry part pour Buckhannon le 8 janvier 1863, puis pour Clarksburg les 26 et 27 avril 1863, et pour Weston du 9 au 12 mai 1863. Il part pour New Creek le 17 juin 1863, et de là pour Beverly du 2 au 7 juillet 1863 où il assure son service jusqu'au 1er novembre 1863. Il participe au raid d'Averill de Berverly contre Lewisburg et la voie ferrée de Virginie & Tennessee du 1er au 17 novembre 1863. Il est à Mill Point le 5 novembre 1863, puis à Droop Mountain le 2 novembre. Il est à Elk Mountain près de Hillsborough le 10 novembre 1863. Le 28th Ohio Infantry passe par Elk Mountain Pass pour aller vers Beverly entre le 13 et le 17 décembre 1863, et assure son service à Beverly jusqu'au 23 avril 1864.

### 1864
Le 28th Ohio Infantry part rejoindre l'armée de la Shenandoah à Bunker Hill entre le 23 et le 29 avril 1864. Il participe à l'expédition de Sigel sur New Market du 30 avril au 16 mai 1864. Il est à proximité de Strasburg le 15 mai 1864. Il participe à la bataille de New Market le 16 mai 1864. Il participe à l'expédition de Hunter sur Lynchburg, Virginie, du 26 mai au 8 juin 1864. Il participe à la bataille de Piedmont le 5 juin 1864 et occupe Staunton le 6 juin 1864. Il marche sur Webster sur la voie ferrée de Baltimore & Ohio avec 1 000 prisonniers, blessés et réfugiés du 8 au 18 juin 1864. Il garde les prisonniers au camp Morton, Indiana, et de là part pour Cincinnati, en Ohio. Il est réorganisé en bataillon de vétérans en septembre 1864 et part pour Wheeling, en Virginie-Occidentale.

## Pertes
Le régiment perd un total de 134 hommes pendant son service ; 2 officiers et 66 hommes du rang sont tués ou blessés mortellement, 66 hommes du rang meurent de maladie.

## Commandants
- Colonel August Moor - capturé à Frederick, Maryland le 12 septembre 1862 ; il commande ensuite une brigade lors des batailles de New Market et de Piedmont
- Lieutenant colonel Gottfried Becker - il commande aux batailles de South Mountain, Antietam, Droop Mountain, New Market, et de Piedmont